# Siegfried (Wied)
Siegfried von Wied, war von etwa 1145 bis höchstens 1162 Graf zu Wied. Er nahm 1161 an Barbarossas Feldzug gegen die oberitalienischen Städte teil.

## Leben und Wirken
Siegfried war der älteste Sohn von Metfried von Wied und dessen Ehefrau Osterlind. Zu seinen Geschwistern gehörten der Kölner Erzbischof Arnold II. von Wied und Hadwig von Wied, die in den Stiften Gerresheim und Essen Äbtissin war.
Als Graf von Wied wurde 1145 erstmals in einer Urkunde  des Laacher Abtes Giselbert als Zeuge genannt.
1161 war er im Gefolge Kaiser Friedrich I. Barbarossa Teilnehmer an einem der Italienfeldzüge. Er kehrte nicht aus Italien zurück und starb vermutlich in Landriano bei Mailand an Malaria.
Siegfrieds Sohn, Dietrich oder Theoderich (vor 1157–um 1200), wurde sein Nachfolger im Grafenamt.
Ein weiterer Sohn, Rudolf (1152–1197), war von 1167 an Dompropst zu Trier und wurde 1183 in einer strittigen Wahl zum Erzbischof von Trier gewählt, jedoch von Papst Lucius III. und 1185 von dessen Nachfolger Urban III. nicht bestätigt; Rudolf blieb als Archidiakon in Trier.
Unsicher bleibt die familiäre Einordnung von Theoderich und Burkhard von Wied. Beide waren 1183 Kanoniker zu St. Gereon in Köln und könnten möglicherweise ebenfalls Söhne des Siegfrieds gewesen sein. Zwischen 1178 und 1187 lebte im Damenstift zu St. Thomas bei Andernach eine „Meisterin Irmgard von Wied“, die ebenfalls nicht eindeutig der Familie des Siegfrieds zuzuordnen ist.